# Lata dwudzieste
Lata dwudzieste – czwarty album studyjny polskiego piosenkarza Dawida Podsiadły. Wydawnictwo ukazało się 21 października 2022 nakładem wytwórni muzycznej Pur Pur w dystrybucji Sony Music Entertainment Poland.
Album jest utrzymany w stylu muzyki pop i elektronicznej. Składa się z wersji standardowej (1 CD), deluxe (1 CD) oraz płyty analogowej. 10 maja 2024 ukazała się reedycja wydawnictwa, która zawiera m.in. utwory związane z uniwersum Cyberpunka („Let You Down” i „Phantom Liberty”).
Płyta zadebiutowała na 1. miejscu polskiej listy sprzedaży – OLiS. Wydawnictwo uzyskało status diamentowej płyty, przekraczając liczbę 150 tysięcy sprzedanych kopii.
Nagrania były promowane singlami: „Post”, „To co masz Ty!”, „Mori”, „Tazosy”, „Diable”, „Halo” i „Nie lubię Cię”.

## Lista utworów
| Lata dwudzieste – Wersja standardowa | Lata dwudzieste – Wersja standardowa | Lata dwudzieste – Wersja standardowa | Lata dwudzieste – Wersja standardowa | Lata dwudzieste – Wersja standardowa |
| Nr                                   | Tytuł utworu                         | Słowa                                | Muzyka                               | Długość                              |
| ------------------------------------ | ------------------------------------ | ------------------------------------ | ------------------------------------ | ------------------------------------ |
| 1.                                   | „Wirus”                              | Dawid Podsiadło                      | Dawid Podsiadło, Jakub Galiński      | 3:32                                 |
| 2.                                   | „Tazosy”                             | Dawid Podsiadło                      | Dawid Podsiadło, Jakub Galiński      | 3:30                                 |
| 3.                                   | „Halo”                               | Dawid Podsiadło                      | Dawid Podsiadło, Jakub Galiński      | 3:52                                 |
| 4.                                   | „Nie lubię Cię”                      | Dawid Podsiadło                      | Dawid Podsiadło, Jakub Galiński      | 3:28                                 |
| 5.                                   | „Post”                               | Dawid Podsiadło                      | Dawid Podsiadło, Jakub Galiński      | 2:51                                 |
| 6.                                   | „O czym śnisz?” (gościnnie: Sanah)   | Dawid Podsiadło, Zuzanna Jurczak     | Dawid Podsiadło, Jakub Galiński      | 3:25                                 |
| 7.                                   | „Blant”                              | Dawid Podsiadło                      | Dawid Podsiadło, Jakub Galiński      | 3:39                                 |
| 8.                                   | „To co masz Ty!”                     | Dawid Podsiadło                      | Dawid Podsiadło, Jakub Galiński      | 3:35                                 |
| 9.                                   | „Diable”                             | Dawid Podsiadło                      | Dawid Podsiadło, Jakub Galiński      | 3:39                                 |
| 10.                                  | „Mori”                               | Dawid Podsiadło                      | Dawid Podsiadło, Jakub Galiński      | 3:14                                 |
| 11.                                  | „Millenium”                          | Dawid Podsiadło                      | Dawid Podsiadło, Jakub Galiński      | 3:41                                 |
| 12.                                  | „Awejniak” (gościnnie: Nosowska)     | Dawid Podsiadło                      | Dawid Podsiadło, Jakub Galiński      | 3:56                                 |
| 13.                                  | „Szarość i róż”                      | Dawid Podsiadło                      | Dawid Podsiadło, Jakub Galiński      | 3:41                                 |
|                                      |                                      |                                      |                                      | 46:03                                |

| Lata dwudzieste – Wersja Deluxe | Lata dwudzieste – Wersja Deluxe         | Lata dwudzieste – Wersja Deluxe      | Lata dwudzieste – Wersja Deluxe      | Lata dwudzieste – Wersja Deluxe |
| Nr                              | Tytuł utworu                            | Słowa                                | Muzyka                               | Długość                         |
| ------------------------------- | --------------------------------------- | ------------------------------------ | ------------------------------------ | ------------------------------- |
| 1.                              | „Wirus”                                 | Dawid Podsiadło                      | Dawid Podsiadło, Jakub Galiński      | 3:32                            |
| 2.                              | „Tazosy”                                | Dawid Podsiadło                      | Dawid Podsiadło, Jakub Galiński      | 3:30                            |
| 3.                              | „Halo”                                  | Dawid Podsiadło                      | Dawid Podsiadło, Jakub Galiński      | 3:52                            |
| 4.                              | „Nie lubię Cię”                         | Dawid Podsiadło                      | Dawid Podsiadło, Jakub Galiński      | 3:28                            |
| 5.                              | „Post”                                  | Dawid Podsiadło                      | Dawid Podsiadło, Jakub Galiński      | 2:51                            |
| 6.                              | „O czym śnisz?” (gościnnie: Sanah)      | Dawid Podsiadło, Zuzanna Jurczak     | Dawid Podsiadło, Jakub Galiński      | 3:25                            |
| 7.                              | „Blant”                                 | Dawid Podsiadło                      | Dawid Podsiadło, Jakub Galiński      | 3:39                            |
| 8.                              | „To co masz Ty!”                        | Dawid Podsiadło                      | Dawid Podsiadło, Jakub Galiński      | 3:35                            |
| 9.                              | „Diable”                                | Dawid Podsiadło                      | Dawid Podsiadło, Jakub Galiński      | 3:39                            |
| 10.                             | „Mori”                                  | Dawid Podsiadło                      | Dawid Podsiadło, Jakub Galiński      | 3:14                            |
| 11.                             | „Millenium”                             | Dawid Podsiadło                      | Dawid Podsiadło, Jakub Galiński      | 3:41                            |
| 12.                             | „Awejniak” (gościnnie: Nosowska)        | Dawid Podsiadło                      | Dawid Podsiadło, Jakub Galiński      | 3:56                            |
| 13.                             | „Szarość i róż”                         | Dawid Podsiadło                      | Dawid Podsiadło, Jakub Galiński      | 3:41                            |
| 14.                             | „Kolce i róże”                          | Dawid Podsiadło                      | Dawid Podsiadło, Jakub Galiński      | 2:16                            |
| 15.                             | „Nic nie może wiecznie trwać”           | Andrzej Mogielnicki                  | Romuald Lipko                        | 5:49                            |
| 16.                             | „Bóg”                                   | Zygmunt Staszczyk                    | Paweł Nazimek                        | 4:37                            |
| 17.                             | „Let You Down” (Cyberpunk: Edgerunners) | Dawid Podsiadło, Magdalena Laskowska | Dawid Podsiadło, Magdalena Laskowska | 3:47                            |
|                                 |                                         |                                      |                                      | 1:02:32                         |

| Lata dwudzieste z kawałkiem – Reedycja | Lata dwudzieste z kawałkiem – Reedycja                                        | Lata dwudzieste z kawałkiem – Reedycja          | Lata dwudzieste z kawałkiem – Reedycja                                             | Lata dwudzieste z kawałkiem – Reedycja |
| Nr                                     | Tytuł utworu                                                                  | Słowa                                           | Muzyka                                                                             | Długość                                |
| -------------------------------------- | ----------------------------------------------------------------------------- | ----------------------------------------------- | ---------------------------------------------------------------------------------- | -------------------------------------- |
| 1.                                     | „Wirus”                                                                       | Dawid Podsiadło                                 | Dawid Podsiadło, Jakub Galiński                                                    | 3:32                                   |
| 2.                                     | „Tazosy”                                                                      | Dawid Podsiadło                                 | Dawid Podsiadło, Jakub Galiński                                                    | 3:30                                   |
| 3.                                     | „Halo”                                                                        | Dawid Podsiadło                                 | Dawid Podsiadło, Jakub Galiński                                                    | 3:52                                   |
| 4.                                     | „Nie lubię Cię”                                                               | Dawid Podsiadło                                 | Dawid Podsiadło, Jakub Galiński                                                    | 3:28                                   |
| 5.                                     | „Post”                                                                        | Dawid Podsiadło                                 | Dawid Podsiadło, Jakub Galiński                                                    | 2:51                                   |
| 6.                                     | „O czym śnisz?” (gościnnie: Sanah)                                            | Dawid Podsiadło, Zuzanna Jurczak                | Dawid Podsiadło, Jakub Galiński                                                    | 3:25                                   |
| 7.                                     | „Blant”                                                                       | Dawid Podsiadło                                 | Dawid Podsiadło, Jakub Galiński                                                    | 3:39                                   |
| 8.                                     | „To co masz Ty!”                                                              | Dawid Podsiadło                                 | Dawid Podsiadło, Jakub Galiński                                                    | 3:35                                   |
| 9.                                     | „Diable”                                                                      | Dawid Podsiadło                                 | Dawid Podsiadło, Jakub Galiński                                                    | 3:39                                   |
| 10.                                    | „Mori”                                                                        | Dawid Podsiadło                                 | Dawid Podsiadło, Jakub Galiński                                                    | 3:14                                   |
| 11.                                    | „Millenium”                                                                   | Dawid Podsiadło                                 | Dawid Podsiadło, Jakub Galiński                                                    | 3:41                                   |
| 12.                                    | „Awejniak” (gościnnie: Nosowska)                                              | Dawid Podsiadło                                 | Dawid Podsiadło, Jakub Galiński                                                    | 3:56                                   |
| 13.                                    | „Szarość i róż”                                                               | Dawid Podsiadło                                 | Dawid Podsiadło, Jakub Galiński                                                    | 3:41                                   |
| 14.                                    | „Phantom Liberty” (oraz P.T. Adamczyk; Cyberpunk 2077: Phantom Liberty)       | Dawid Podsiadło                                 | Dawid Podsiadło, P.T. Adamczyk                                                     | 5:48                                   |
| 15.                                    | „Let You Down” (Cyberpunk: Edgerunners)                                       | Dawid Podsiadło, Magdalena Laskowska            | Dawid Podsiadło, Magdalena Laskowska                                               | 3:50                                   |
| 16.                                    | „Kolce i róże”                                                                | Dawid Podsiadło                                 | Dawid Podsiadło, Jakub Galiński                                                    | 2:16                                   |
| 17.                                    | „Dobranocpapa”                                                                | Dawid Podsiadło                                 | Dawid Podsiadło, Jakub Galiński, Rafał Benedek                                     | 4:04                                   |
| 18.                                    | „Szarość i róż” (na żywo, Stadion Śląski 2022)                                | Dawid Podsiadło                                 | Dawid Podsiadło, Jakub Galiński                                                    | 5:28                                   |
| 19.                                    | „Długość dźwięku samotności” (oraz Artur Rojek; na żywo, Stadion Śląski 2022) | Artur Rojek, Przemysław Myszor, Wojciech Powaga | Artur Rojek, Jacek Kuderski, Przemysław Myszor, Wojciech Kuderski, Wojciech Powaga | 4:37                                   |
| 20.                                    | „Mori” (na żywo, Bestsellery Empiku 2022)                                     | Dawid Podsiadło                                 | Dawid Podsiadło, Jakub Galiński                                                    | 3:21                                   |
| 21.                                    | „Bóg”                                                                         | Zygmunt Staszczyk                               | Paweł Nazimek                                                                      | 4:37                                   |
| 22.                                    | „Nic nie może wiecznie trwać”                                                 | Andrzej Mogielnicki                             | Romuald Lipko                                                                      | 5:49                                   |
|                                        |                                                                               |                                                 |                                                                                    | 1:25:53                                |

Uwagi:
- W utworach: „Mori”, „Millenium” i „Awejniak” tytuły piosenek są stylizowane na wszystkie małe litery, natomiast w singlu „Post” – na duże.
- W utworze „Wirus” tytuł stylizowany jest na „WiRUS”, w „Tazosy” na „TAZOSy”, natomiast w „Diable” na „D I A B L E”.
- Piosenka „Nic nie może wiecznie trwać”, jest coverem Anny Jantar, „Bóg” – T.Love, a utwór „Długość dźwięku samotności” – Myslovitz.

## Promocja

### Postprodukcja Tour
Opracowano na podstawie materiału źródłowego.
| Data                 | Miejscowość   | Obiekt              |
| -------------------- | ------------- | ------------------- |
| 30 października 2022 | Szczecin      | Netto Arena         |
| 5 listopada 2022     | Gdańsk, Sopot | Ergo Arena          |
| 7 listopada 2022     | Wrocław       | Hala Stulecia       |
| 10 listopada 2022    | Kraków        | Tauron Arena Kraków |
| 12 listopada 2022    | Katowice      | MCK Katowice        |
| 24 listopada 2022    | Łódź          | Atlas Arena         |
| 30 listopada 2022    | Poznań        | MTP – Pawilon 5     |
| 1 grudnia 2022       | Poznań        | MTP – Pawilon 5     |
| 2 grudnia 2022       | Poznań        | MTP – Pawilon 5     |
| 6 grudnia 2022       | Warszawa      | Hala Torwar         |
| 7 grudnia 2022       | Warszawa      | Hala Torwar         |
| 8 grudnia 2022       | Warszawa      | Hala Torwar         |

## Pozycje na listach sprzedaży
| Kraj   | Lista (2022–23)          | Najwyższa pozycja |
| ------ | ------------------------ | ----------------- |
| Polska | OLiS – albumy            | 1                 |
| Polska | OLiS – albumy fizycznie  | 1                 |
| Polska | OLiS – albumy w streamie | 1                 |
| Polska | OLiS – albumy – winyle   | 1                 |

| Kraj   | Lista (2022)             | Pozycja |
| ------ | ------------------------ | ------- |
| Polska | OLiS – albumy            | 2       |
| Polska | Lista (2023)             | Pozycja |
| Polska | OLiS – albumy            | 2       |
| Polska | OLiS – albumy fizycznie  | 3       |
| Polska | OLiS – albumy w streamie | 1       |
| Polska | OLiS – albumy – winyle   | 4       |
| Polska | Lista (2024)             | Pozycja |
| Polska | OLiS – albumy            | 11      |
| Polska | OLiS – albumy fizycznie  | 17      |
| Polska | OLiS – albumy w streamie | 10      |
| Polska | OLiS – albumy – winyle   | 19      |

## Certyfikat
| Kraj          | Certyfikat       | Sprzedaż |
| ------------- | ---------------- | -------- |
| Polska (ZPAV) | diamentowa płyta | 150 000+ |

## Wyróżnienia
| Rok  | Konkurs        | Kategoria      | Rezultat  |
| ---- | -------------- | -------------- | --------- |
| 2023 | Fryderyki 2023 | Album roku pop | Nominacja |